# 김정례
김정례(金正禮, 1927년 11월 12일 ~ 2020년 2월 18일)는 제11,12대 국회의원을 지낸 대한민국의 정치인이다. 제20대 보건사회부 장관을 지냈다. 일제 강점기 전라남도 담양에서 출생하였다. 닉네임은 탱크, 호(號)는 의당이다.

## 생애
대한여자청년단 총본부와 한국여성유권자연맹을 창립하는 등 일찍부터 여성계에서 활동했다. 대한민국 제1세대 여성운동가로 알려져 있다. 1980년 신군부가 국가보위입법회의를 설치했을 때 여성계 몫의 입법의원이 되었다. 이후 민주정의당 창당에 참가하여 서울 지역구의 여성 의원으로 두 차례 국회의원을 지냈고, 제5공화국 보건사회부 장관도 역임했다.
1994년 자진 사퇴할 때까지 민정당의 후신인 민주자유당, 신한국당에서 지구당 위원장을 맡았고, 한나라당 상임고문에도 위촉되었다.

## 약력
- 담양고등여학교 특별강습과 수료
- 여자배속장교훈련학교 졸업 (대한민국 육군 예비역 소위)
- 여성주보사 사장
- 1969년: 한국여성유권자연맹 중앙본부 초대 위원장
- 1980년: 국가보위입법회의 입법의원
- 1981년 ~ 1988년: 제11대 국회, 제12대 국회 의원 (민주정의당)
- 1982년 ~ 1985년: 보건사회부 장관
- 민주정의당 중앙집행위원, 중앙위원회 부의장, 총재 상임고문
- 한국여성정치연맹 초대 총재
- 대한민국헌정회 부회장
- 한나라당 상임고문

## 역대 선거 결과
|  | 26.87% |

|  | 27.15% |

|  | 23.45% |

|  | 35.31% |